# Junta Transnacional de Rankings de Boxeo
La Junta Transnacional de Rankings de Boxeo (Transnational Boxing Rankings Board) es una iniciativa voluntaria formada en octubre de 2012 con la intención de proporcionar al boxeo profesional rankings, identificando el campeón mundial singular de cada división por razonamiento imparcial y sentido común, y para insistir en la reforma del deporte. Los miembros del TBRB son periodistas profesionales independientes , historiadores especializados en boxeo y registradores de récords de alrededor del mundo.  Sus rankings y títulos son significativos por no tener influencias de promotores ni de organismos sancionadores tradicionales, pagados para poder obtener cinturones.

## TBRB Campeonatos
El TBRB premia únicamente campeonatos vacantes cuándo se enfrentan los dos peleadores más altos en el ranking, y actualmente reconoce campeones mundiales legítimos o "campeones ciertos" en cada clase de peso. También presenta las "sucesiones" de estos tronos "de campeonato."
Tres de sus campeones reconocidos estuvieron identificados por la revista The Ring antes de que el TBRB fuera fundado. Así, el TBRB se formó para continuar donde The Ring dejó de hacerlo hasta el período posterior dónde es comprada por Golden Boy Promotions en 2007, y el despido siguiente del tablero de editorial al mando de Nigel Collins. Después del despido los nuevos editores anunciaron una política de campeonato nueva considerada polémica en mayo de 2012, tres miembros prominentes del Panel Asesor de The Ring dimitieron. Estos tres miembros (Springs Toledo, Cliff Rold y Tim Starks)  se convirtieron en los fundadores del TBRB, el cual fue formado en el verano de 2012 con la ayuda de Stewart Howe de Inglaterra.
El grupo también mantiene una lista de boxeadores libra por libra la cual en agosto de 2021, está coronada por Canelo Álvarez y "clasificaciones mensuales" oficiales para los guardianes de registros e historiadores de boxeo.
El analista de boxeo y comentarista de ESPN Teddy Atlas alabó durante emisión los esfuerzos de TBRB en marzo de 2013 y otra vez durante el final de temporada en agosto de 2013. Varios sitios han adoptado sus rankings, incluyendo Boxing.com, The Queensberry Rules, The Sweet Science,East Side Boxing, Esquina Boxeo y Stiff Jab.
La revista británica Boxing News ha anunciado en 2021 que sólo reconocería campeones mundiales cuando fueran votados por el TBRB.

## Miembros de la Junta con derecho a voto
Actualmente hay 51 miembros que representan a 21 países de los seis continentes: los Estados Unidos, Inglaterra, Italia, las Filipinas, Irlanda, Chile, Cuba, Costa Rica, Escocia, Canadá, Nueva Zelanda, México, Puerto Rico, Noruega, Suecia, Japón, Tailandia, Australia, Argentina, Rusia y Ghana.
- Vittorio Parisi  (Presidente)
- Cliff Rold  (Presidente)
- Tim Starks  (Presidente)
- Springs Toledo  (Supervisor)
- Stewart Howe  (Técnico)
- Adam Abramowitz  (miembro de la Junta)
- Carlos Aguirre  (Miembro de la Junta)
- Ramón Aranda  (Miembro de la Junta)
- Gonzalo Baeza  (Miembro de la Junta)
- Derek Bonnett  (Miembro de la Junta)
- Shaun Brown  (Miembro de la Junta)
- Brin-Jonathan Butler  (Miembro de la Junta)
- Kevin Byrne  (Miembro de la Junta)
- Michael Carbert   (Miembro de la Junta)
- Lázaro Malvarez Cárdenas  (Miembro de la Junta)
- Lou Catalano  (Miembro de la Junta)
- Abac Cordero  (Miembro de la Junta)
- José Corpas  (Miembro de la Junta)
- Tom Craze  (Miembro de la Junta)
- Jake Donovan  (Miembro de la Junta)
- Jeremy Foley  (Miembro de la Junta)
- Oliver Fennell  (Miembro de la Junta)
- Jeandra LeBeauf  (Miembro de la Junta)
- Jorge Lera  (Consejero)
- Alex McClintock  (Miembro de la Junta)
- Matt McGrain  (Miembro de la Junta)
- Yuriko Miyata  (Miembro de la Junta)
- Diego Morilla  (Consejero)
- Gabriel Muhr  (Miembro de la Junta)
- Gautham Nagesh  (Miembro de la Junta)
- James Oddy  (Miembro de la Junta)
- Takahiro Onaga  (Miembro de la Junta)
- Alister Scott Ottesen  (Miembro de la Junta)
- Harry Otty  (Miembro de la Junta)
- Per-Ake Persson  (Miembro de la Junta)
- Alex Pierpaoli  (Miembro de la Junta)
- Ken Pollitt  (Encargado de Registros)
- Jeremiah J. Preisser  (Miembro de la Junta)
- Eric Raskin  (Miembro de la Junta)
- Víctor Salazar  (Consejero)
- Mauricio Salvador  (Guardián de Registros)
- Michael Shepherd  (Miembro de la Junta)
- Don Steinberg  (Miembro de la Junta)
- Brandon Stubbs  (Miembro de la Junta)
- Alexey Sukachev  (Miembro de la Junta)
- Rey Tecson  (Guardián de Registros)
- Luis Torres  (Consejero)
- Paul Upham  (Miembro de la Junta)
- Dave Wilcox  (Miembro de la Junta)
- Nick Wong  (Miembro de la Junta)
- Steve Zemach  (Miembro de la Junta)

## Sucesiones
Los siguientes son los campeones lineales reconocidos por la Junta Transnacional de Rankings de Boxeo:
Peso Pesado
- Oleksandr Usyk W12  Anthony Joshua (20 de agosto de 2022 —  Usyk y Joshua eran los dos mejores pesos pesados de la clasificación transnacional en el momento de esta pelea
- Tyson Fury TKO7  Deontay Wilder (22 de febrero de 2020 —  Fury y Wilder eran los dos mejores pesos pesados de la clasificación transnacional en el momento de esta pelea).(Fury abdica oficialmente al trono el 15 de agosto de 2022, al dejar vacante un cinturón y confirmar varias afirmaciones de retiro).
- Tyson Fury  W12  Wladimir Klitschko (28 de noviembre de 2015). (Fury abdica oficialmente al trono el 18 de octubre de 2016).
- Wladimir Klitschko W12  Alexander Povetkin (5 de octubre de 2013 — Klitschhko y Povetkin eran los dos mejores pesos pesados de la clasificación transnacional en el momento de la pelea).

Peso Crucero
- Jai Opetaia UD12  Mairis Briedis (25 de julio de 2022).
- Mairis Briedis MD12  Yuniel Dorticos (26 de septiembre de 2020 —Briedis y Dorticos eran los dos mejores pesos crucero de la clasificación transnacional en el momento de esta pelea).
- Oleksandr Usyk W12  Murat Gassiev (21 de julio de 2018 — Usyk y Gassiev eran los dos mejores pesos crucero de la clasificación transnacional en el momento de esta pelea). (Usyk abdica oficialmente al trono el 15 de octubre de 2019).

Peso Mediopesado
- Artur Beterbiev TKO10 Oleksandr Gvozdyk (18 de octubre de 2019)
- Oleksandr Gvozdyk KO11 Adonis Stevenson (1 de diciembre de 2018)
- Adonis Stevenson KO1 Chad Dawson (8 de junio de 2013)
- Chad Dawson W12 Bernard Hopkins (28 de abril de 2012)
- Bernard Hopkins W12  Jean Pascal (21 de mayo de 2011)
- Jean Pascal TD11Chad Dawson (14 de agosto de 2010 — Pascal y Dawson eran los dos mejores pesos semipesados clasificados por The Ring en el momento de esta pelea).

Peso Supermediano
- Saúl Álvarez W12  Caleb Plant (6 de noviembre de 2021 — Álvarez y Plant eran los dos mejores pesos supermediano de la clasificación transnacional en el momento de esta pelea).
- Andre Ward W12  Carl Froch  (17 de diciembre de 2011 — Ward y Froch eran los dos mejores pesos supermedianos clasificados por The Ring en el momento de esta pelea). (Ward abdica oficialmente al trono el 16 de marzo de 2016).

Peso Mediano
- Saúl Álvarez W12  Gennady Golovkin (15 de septiembre de 2018). (Álvarez abdica oficialmente al trono el 1 de enero de 2021).
- Saúl Álvarez W12 Miguel Cotto (21 de noviembre de 2015). (Álvarez abdica oficialmente al trono el 1 de enero de 2021).
- Miguel Cotto RTD10 Sergio Martínez (7 de junios de 2014)
- Sergio Martínez W12 Kelly Pavlik (17 de abril de 2010)
- Kelly Pavlik TKO7  Jermain Taylor (29 de septiembre de 2007)
- Jermain Taylor W12  Bernard Hopkins (16 de julio de 2005)
- Bernard Hopkins TKO12  Félix Trinidad (29 de septiembre de 2001 — Hopkins y Trinidad eran los dos mejores pesos supermedianos clasificados por The Ring en el momento de esta pelea).

Peso Superwélter
- Jermell Charlo KO10  Brian Castaño (14 de mayo de 2022 —  Charlo y Castaño eran los dos mejores pesos superwélter de la clasificación transnacional en el momento de esta pelea)
- Floyd Mayweather Jr. W12  Saúl Álvarez (14 de septiembre de 2013 — Álvarez y Mayweather eran los dos mejores pesos superwélter de la clasificación transnacional en el momento de esta pelea). (Mayweather abdica oficialmente al trono el 21 de septiembre de 2015).

Peso Welter
- Manny Pacquiao W12  Timothy Bradley (12 de abril de 2016 — Pacquiao y Bradley eran los dos mejores pesos wélter de la clasificación transnacional en el momento de esta pelea). (Pacquiao abdica oficialmente al trono el 19 de abril del 2016).
- Floyd Mayweather Jr. W12  Manny Pacquiao (2 de mayo de 2015 — Mayweather y Pacquiao eran los dos mejores pesos wélter de la clasificación transnacional en el momento de esta pelea). (Mayweather abdica oficialmente al trono el 21 de septiembre de 2015).

Peso Superligero
- Josh Taylor W12  José Ramírez (22 de mayo de 2021 — Taylor y Ramírez eran los dos mejores pesos superligero de la clasificación transnacional en el momento de esta pelea).
- Mikey García W12  Sergey Lipinets (10 de marzo de 2018 — García y Lipinets eran los dos mejores pesos superligero de la clasificación transnacional en el momento de esta pelea ).
- Terence Crawford W12  Viktor Postol (23 de julio de 2016 — Postol y Crawford eran los dos mejores pesos superligero de la clasificación transnacional en el momento de esta pelea). (Crawford abdica oficialmente al trono el 6 de marzo de 2018).
- Danny García  W12  Lucas Matthysse  (14 de septiembre de 2013 — Matthysse y García eran los dos mejores pesos superligero de la clasificación transnacional en el momento de esta pelea). (García abdica oficialmente al trono en agosto del 2015).

Peso Ligero
- Devin Haney UD12  George Kambosos Jr.  (5 de junio de 2022)
- George Kambosos Jr. W12 Teófimo López (27 de noviembre del 2021)
- Teófimo López W12  Vasyl Lomachenko  (17 de octubre del 2020 — López y Lomachenko eran los dos mejores pesos ligero de la clasificación transnacional en el momento de esta pelea).
- Terence Crawford  W12  Raymundo Beltrán (29 November 2014 — Crawford y Beltrán eran los dos mejores pesos ligero de la clasificación transnacional en el momento de esta pelea). (Crawford abdica oficialmente al trono el 18 de abril de 2015).

Peso Superpluma
- Shakur Stevenson W12  Óscar Valdez (30 de abril de 2022 — Stevenson y Váldez eran los dos mejores pesos superpluma de la clasificación transnacional en el momento de esta pelea).( El trono se declara oficialmente libre al perder los cinturones Shakur Stevenson por no poder dar el peso en una pelea).

Peso Supergallo
- Guillermo Rigondeaux W12  Nonito Donaire (13 de abril de 2013). (Rigondeux abdica oficialmente al trono el 11 de julio de 2022).( El trono se declara abierto al abandonar el boxeo Rigondeux debido a un accidente).
- Nonito Donaire TKO9  Toshiaki Nishioka (13 de octubre de 2012 — Nishioka y Donaire eran los dos mejores pesos superpluma de la clasificación transnacional en el momento de esta pelea).

Peso Gallo
- Naoya Inoue TKO2  Nonito Donaire (7 de junio de 2022 — Inoue y Donaire eran los dos mejores pesos superpluma de la clasificación transnacional en el momento de esta pelea).

Peso Supermosca
- Juan Francisco Estrada W12  Srisaket Sor Rungvisai (26 de abril de 2019)
- Srisaket Sor Rungvisai W12 Juan Francisco Estrada (24 de febrero de 2018 – Sor Rungvisai and Estrada eran los dos mejores pesos supermosca de la clasificación transnacional en el momento de esta pelea).

Peso Mosca
- Roman González TKO9 Akira Yaegashi (5 de septiembre de 2014). (González abdica oficialmente del trono el 4 de octubre de 2016).
- Akira Yaegashi  Vict12 Toshiyuki Igarashi (8 de abril de 2013)
- Toshiyuki Igarashi Vict12 Sonny Boy Jaro (16 de julio de 2012)
- Sonny Boy Jaro TKO6 Pongsaklek Wonjongkam (2 de marzo de 2012)
- Pongsaklek Wonjongkam W12 Koki Kameda (27 de marzo de 2010)
- Koki Kameda W12 Daisuke Naito (29 de noviembre de 2009)
- Daisuke Naito W12 Pongsaklek Wonjongkam (18 de julio de 2007)
- Pongsaklek Wonjongkam TKO1 Malcolm Tunacao (2 de marzo de 2001)
- Malcolm Tunacao TKO7 Medgoen Singsurat (19 de mayo de 2000)
- Medgoen Singsurat TKO 3 Manny Pacquiao (17 de septiembre de 1999)
- Manny Pacquiao KO8 Chatchai Sasakul (4 de diciembre de 1998)
- Chatchai Sasakul W12 Yuri Arbachakov (12 de noviembre de 1997)
- Yuri Arbachakov KO8 Muangchai Kittikasem (23 de junio de 1992)
- Muangchai Kittikasem TKO6 Sot Chitalada (15 de febrero de 1991)
- Sot Chitalada W12 Yong-Kang Kim (3 de junio de 1989)
- Yong-Kang Kim W12 Sot Chitalada (24 de julio de 1988)
- Sot Chitalada W12 Gabriel Bernal (8 de octubre de 1984)
- Gabriel Bernal KO2 Koji Kabayashi (9 de abril de 1984)
- Koji Kobayashi TKO2 Frank Cedeno (18 de enero de 1984)
- Frank Cedeno TKO6 Charlie Magri (27 de septiembre de 1983)
- Charlie Magri TKO7 Eleoncio Mercedes (15 de marzo de 1983)
- Eleoncio Mercedes W15 Freddie Castillo (6 de noviembre de 1982)
- Freddie Castillo W15 Prudencio Cardona (24 de julio de 1982)
- Prudencio Cardona KO1 Antonio Avelar (20 de marzo de 1982)
- Antonio Avelar KO7 Shoji Oguma (12 de mayo de 1981)
- Shoji Oguma KO9 Chan-Hee Park (18 de mayo de 1980)
- Chan-Hee Park W15 Miguel Canto (18 de marzo de 1979)
- Miguel Canto W15 Shoji Oguma (8 de enero de 1975 — Canto y Oguma eran los dos mejores pesos mosca clasificados por The Ring en el momento de esta pelea).

## Campeones lineales actuales
A 13 de octubre de 2022
| Peso                | Campeón                         | Récord      |
| ------------------- | ------------------------------- | ----------- |
| Peso Pesado         | Oleksandr Usyk (Ucrania)        | 20-0-0 (13) |
| Peso Crucero        | Jai Opetaia (Australia)         | 22–0 (17)   |
| Peso Mediopesado    | Artur Beterbiev (Rusia)         | 17–0 (17)   |
| Peso Supermediano   | Saul Alvarez (México)           | 57–2–2 (39) |
| Peso Mediano        | vacant                          |             |
| Peso Superwélter    | Jermell Charlo (Estados Unidos) | 35–1–1 (19) |
| Peso Wélter         | vacant                          |             |
| Junior welterweight | Josh Taylor (Reino Unido)       | 19–0 (13)   |
| Peso Ligero         | Devin Haney (Estados Unidos)    | 28–0 (15)   |
| Peso Superpluma     | vacant                          | –           |
| Peso Pluma          | vacant                          | –           |
| Supergallo          | vacant                          |             |
| Peso Gallo          | Naoya Inoue (Japón)             | –           |
| Peso Supermosca     | Juan Francisco Estrada (México) | 42–3 (28)   |
| Peso Mosca          | vacant                          | –           |
| Peso Minimosca      | vacant                          | –           |
| Peso Mínimo         | vacant                          | –           |

## Libra-por-libra
A 8 de abril de 2022
| Rango | Boxeador               | Récord        | Clase de peso |
| ----- | ---------------------- | ------------- | ------------- |
| 1     | Canelo Álvarez         | 57–1–2–0 (39) | Supermediano  |
| 2     | Oleksandr Usyk         | 19–0–0–0 (13) | Pesado        |
| 3     | Naoya Inoue            | 21–0–0–0 (18) | Gallo         |
| 4     | Terence Crawford       | 38–0–0–0 (29) | Wélter        |
| 5     | Errol Spence Jr.       | 27–0–0–0 (21) | Wélter        |
| 6     | Tyson Fury             | 30-0-1-0 (21) | Pesado        |
| 7     | Juan Francisco Estrada | 42–3–0-0 (28) | Supermosca    |
| 8     | Román González         | 51-3-0-0 (41) | Supermosca    |
| 9     | Gennady Golovkin       | 38–1–1–0 (34) | Mediano       |
| 10    | Kazuto Ioka            | 27–2–0–0 (15) | Supermosca    |